# Takada Hiroatsu

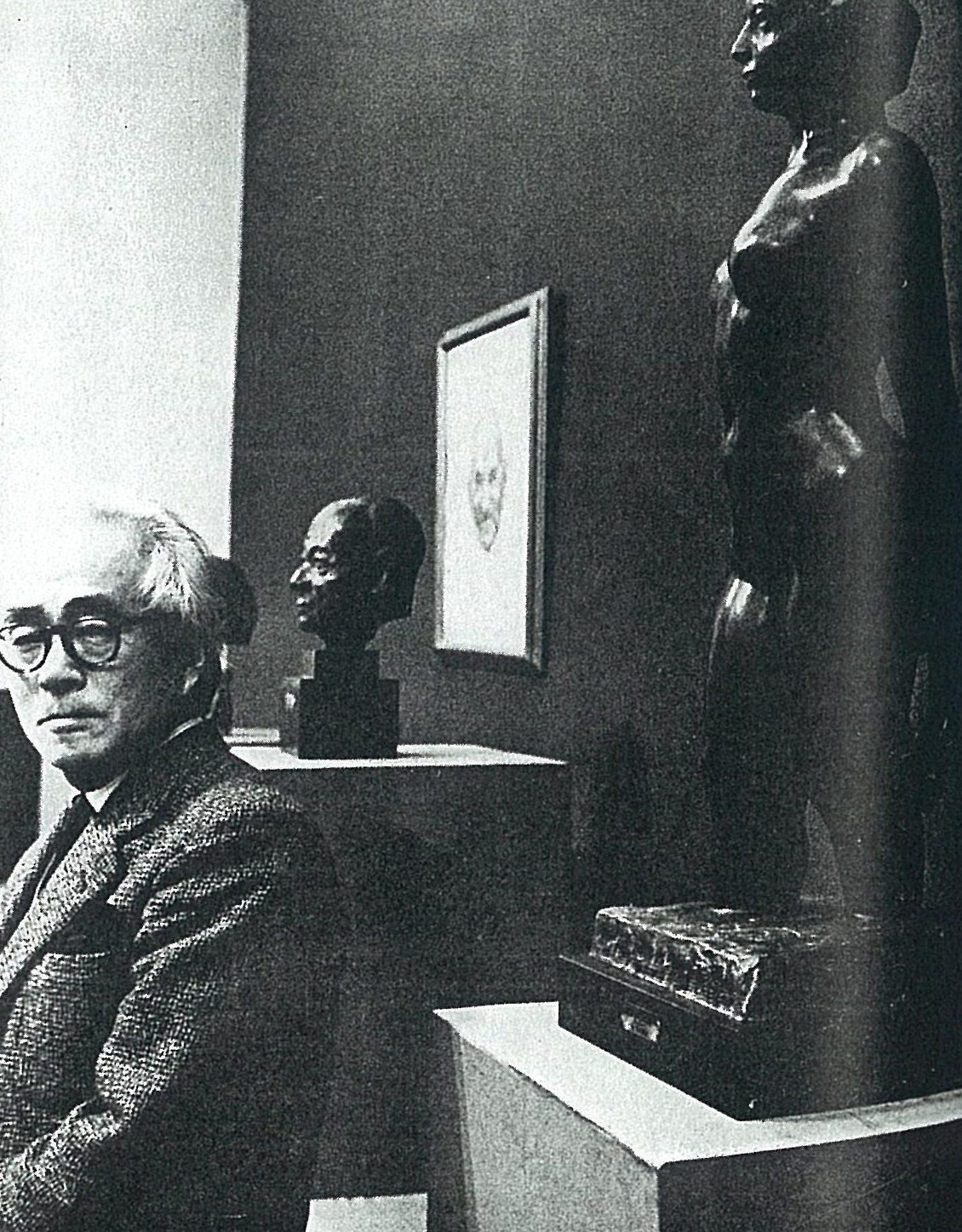
Takada Hiroatsu, 1962

Takada Hiroatsu (japanisch 高田 博厚; geboren 19. August 1900 in Nanao (Präfektur Ishikawa); gestorben 17. Juni 1987) war ein japanischer Bildhauer, Schriftsteller, Übersetzer während der Shōwa-Zeit.

## Leben und Werk
Takada Hiroatsu zog 1919 nach Tōkyō, wo er an der Fremdsprachenschule, der „Tōkyō Gaikokugo Gakkō“ (東京外国語学校), Italienisch studierte, das Studium aber abbrach. Bildhauerei erlernte er bei Takamura Kōtarō. Ab 1925 gewannen seine Arbeiten Preis in den Ausstellungen der Kokuga-kai (国画会). Von 1931 bis 1958 lebte Takada in Frankreich, wo er sich unter Maillol weiterbildete, Karriere machte und zu den Ausstellungen im Salon des Tuileries eingeladen wurde. Er schloss Freundschaft mit einer Reihe Franzosen des Geisteslebens, so mit Romain Rolland, Alain, Georges Duhamel, Georges Rouault, mit den Dichtern und Dramaturgen Charles Vildrac und Jules Romains. 
1957 kehrte Takada nach Japan zurück, nahm aber nur seine umfangreiche Bibliothek mit. Er lebte dann in Tōkyō, wurde Mitglied der „Neuen kreativen Vereinigung“ (新製作協会 Shin Seisaku-kyōkai) und der „Vereinigung japanischer Künstler“ (日本美術家連盟 Nihon Geijutsuka remmei), wurde Vorstandsmitglied des japanischen PEN-Clubs, Lehrbeauftragter an der Tōkyō Geijutsu Daigaku und übernahm weitere Aufgaben. Nachdem er sich 1966 noch für die Abteilung für Kunst und Kunstgewerbe an der „Kyūshū Sangyō Daigaku“ (九州産業大学) eingesetzt hatte, zog er sich allmählich aus dem öffentlichen Leben zurück. In seinem Atelier in Kamakura werden die Erinnerungen an ihn gepflegt. 
Takadas bildhauerischer Stil wurde von den zeitgenössischen französischen Künstlern beeinflusst. In seinen Büsten bekannter Persönlichkeiten setzte er auf einen porträtähnlichen Realismus. Zu seinen bekannte Werken gehören das „Porträt des Professors Kozai“ (博士の像), weiter die Büsten von Alain und Jean Cocteau. Daneben entfaltete Takada eine beträchtliche schriftstellerische Tätigkeit. So ist er Verfasser der Bücher „Aus Frankreich“ (フランス から), „Erinnerungen und Menschen“ (思い出と人々), „Rouault“ und „Wasserscheide“ (分水嶺 Bunsuirei).
Auf der „Takasaka-Skulpturen-Promenade“ (高坂彫刻プロムナード) in Higashimatsuyama (Präfektur Saitama) sind 32 Skulpturen von Takada aufgestellt.